# Гари Хокинг
Гари Хокинг (на английски: Gary Hocking) е бивш пилот от Формула 1. Роден на 30 септември 1937 година в Керлиън, Уелс, Великобритания.

## Формула 1
Гари Хокинг прави своя дебют във Формула 1 в Голямата награда на ЮАР през 1962 година. В световния шампионат записва 1 състезание, като не успява да спечели точки и не успява да се квалифицира за самото състезание. Състезава се за отбора на Лотус.